# Эткиндовская премия

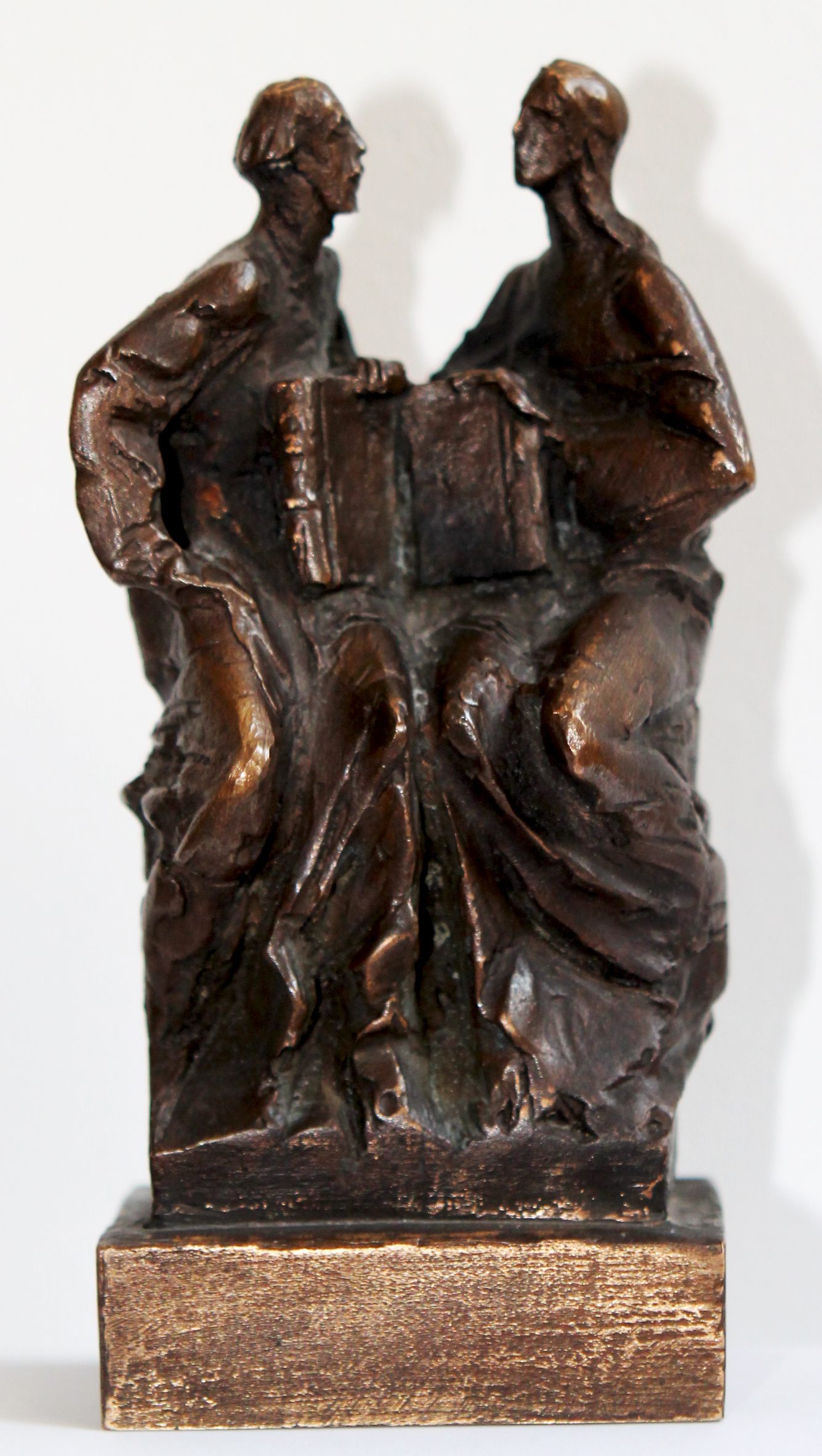
Бронзовая статуэтка Международной премии имени Е. Г. Эткинда

Международная премия имени Ефима Григорьевича Эткинда (англ. Efim Etkind Prize; неофициально — Эткиндовская премия) — международная научная и литературная премия, присуждается российским и зарубежным учёным в области гуманитарных наук «За выдающийся вклад в развитие научных, культурных и литературных связей России и Запада».
Учреждена в 2004 году Европейским Университетом в память выдающегося русского филолога, переводчика, общественного деятеля Е. Г. Эткинда (1918, Петроград — 1999, Потсдам). Первое вручение премии (2006) производилось в трёх номинациях, с 2008 года награждение производится в единственной номинации — «За лучшую книгу о русской культуре», опубликованную в течение последних двух лет.
Лауреат премии получает почётный диплом и бронзовую статуэтку «Кирилл и Мефодий» работы петербургского скульптора Василия Аземши. Награждение производится один раз в два года в Санкт-Петербурге, на торжественной церемонии Европейского Университета.

## Состав Комитета (международного жюри) премии
Международное жюри формируется из крупнейших учёных в области истории литературы.
В его состав в том числе входят:
- Всеволод Багно (ИРЛИ РАН «Пушкинский Дом», Санкт-Петербург);
- Николай Вахтин (Европейский Университет, Санкт-Петербург);[3]
- Александр Долинин (Университет Висконсин, Мэдисон, США);[4]
- Андрей Зорин (Оксфордский университет, Великобритания);[5]
- Катриона Келли (Оксфордский университет, Великобритания);[6]
- Жорж Нива (Университет Женевы, Швейцария);
- Роман Тименчик (Иерусалимский университет, Израиль);
- Ричард Уортман (Колумбийский университет, Нью-Йорк, США);[7]
- Вольф Шмид (Гамбургский университет, Германия);[8]
- Кэрил Эмерсон (Принстонский университет, США);[9]

## Лауреаты премии
| Год  | Лауреаты                           | Номинация | Причина присуждения |
| ---- | ---------------------------------- | --- | --- |
| 2006 | Джозеф Франк                       | «За лучшую книгу западного исследователя о русской литературе и культуре»                                                            | За книгу «Dostoevsky, The Mantle of the Prophet, 1871—1881» (Princeton University Press, 2002);                                                                 |
| 2006 | Ричард Уортман                     | «За лучшую книгу западного исследователя о русской литературе и культуре»                                                            | За двухтомник «Scenarios of Power: Myth and Ceremony in Russian Monarchy», 2 vols. (Princeton University Press, 1995—2000; русский перевод: М.: ОГИ, 2002—2004) |
| 2006 | Борис Дубин                        | «За лучшую книгу российского исследователя о западной литературе и культуре либо о культурных (литературных) связях России и Запада» | За книгу «На полях письма: Заметки о стратегиях мысли и слова в XX веке» (М.: Emergency Exit, 2005)                                                             |
| 2006 | Лариса Степанова                   | «За лучшую книгу российского исследователя о западной литературе и культуре либо о культурных (литературных) связях России и Запада» | За книгу «Из истории первых итальянских грамматик» (СПб.: Наука, 2005).                                                                                         |
| 2006 | Ричард Певер и Лариса Волохонская  | «За лучшую книгу, изданную в России или на Западе, посвящённую истории, теории или практике художественного перевода»                | За перевод романа Достоевского «Идиот» (New York: Alfred A. Knopf, 2002)                                                                                        |
| 2008 | Роман Тименчик                     | «За лучшую книгу о русской культуре»                                                                                                 | За книгу «Анна Ахматова в 1960-е годы» (Москва-Toronto: Водолей Publishers, The University of Toronto, 2005);                                                   |
| 2008 | Александр Долинин                  | «За лучшую книгу о русской культуре»                                                                                                 | За книгу «Пушкин и Англия» (М.: Новое литературное обозрение, 2007).                                                                                            |
| 2010 | Юрий Щеглов                        | «За лучшую книгу о русской культуре»                                                                                                 | За книгу «Романы Ильфа и Петрова: Спутник читателя» (СПб.: Издательство Ивана Лимбаха, 2009).                                                                   |
| 2012 | Константин Азадовский              | «За лучшую книгу о русской культуре»                                                                                                 | За книгу «Рильке и Россия» (М.: Новое литературное обозрение, 2011).                                                                                            |
| 2012 | / Евгений Добренко и Галин Тиханов | «За лучшую книгу о русской культуре»                                                                                                 | За подготовку коллективной монографии «История русской литературной критики: Советская и постсоветская эпохи» (М.: Новое литературное обозрение, 2011).         |
| 2014 | Пётр Дружинин                      | «За лучшую книгу о русской культуре»                                                                                                 | За книгу «Идеология и филология: Документальное исследование». В 2-х томах (М.: Новое литературное обозрение, 2012).                                            |